# Kraftwerk Dublin Bay
Das Kraftwerk Dublin Bay (englisch Dublin Bay power station, irisch stáisiún cumhachta Chuan Bhaile Átha Cliath) ist ein GuD-Kraftwerk im Hafen der Stadt Dublin, County Dublin, Irland. Es ist im Besitz von Synergen und wird auch von Synergen betrieben.
Die installierte Leistung des Kraftwerks wird mit 400 408 oder 416,7 MW angegeben.

## Kraftwerksblöcke
Das Kraftwerk besteht mit Stand November 2023 aus einem Block, der in Betrieb ist. Die folgende Tabelle gibt einen Überblick:
| Block | GT/DT | Max. Leistung (MW) | Betriebsbeginn | Turbine | Generator | Dampfkessel | Status |
| ----- | ----- | ------------------ | -------------- | ------- | --------- | ----------- | ------ |
| 1     | GT    | 265                | 9. August 2002 | Alstom  | Alstom    | Alstom      |        |
| 1     | DT    | 152                | 9. August 2002 | Alstom  | Alstom    |             |        |

Der Block 1 besteht aus einer Gasturbine sowie einer nachgeschalteten Dampfturbine, die an eine gemeinsame Welle (single-shaft) angeschlossen sind. Die Turbine vom Typ GT26 wurde von Alstom geliefert.

## Eigentümer
Das Kraftwerk ist im Besitz von Synergen, einem Joint Venture des irischen Stromversorgers Electricity Supply Board (70 %) und der norwegischen Equinor (30 %).

## Sonstiges
Die Kosten für die Errichtung des GuD-Kraftwerks werden mit 250 Mio. EUR angegeben.